# Lhota pod Radčem
Lhota pod Radčem je obec ve východní části okresu Rokycany v Plzeňském kraji. Žije v ní 313 obyvatel. Nachází se pod masivem Radče (součást Křivoklátské vrchoviny), konkrétně pod kopcem Čihátko (654 metrů). Obec je vzdálena třináct kilometrů severovýchodně od Rokycan a šest kilometrů jihozápadně od Zbiroha. Obec je pro určitý podíl staveb lidové architektury zařazena mezi vesnické památkové zóny.

## Název
V letech 1869–1910 nesla název Lhota, v roce 1921–1930 Lhota pod Račem, od roku 1950 se nazývá Lhota pod Radčem.

## Historie

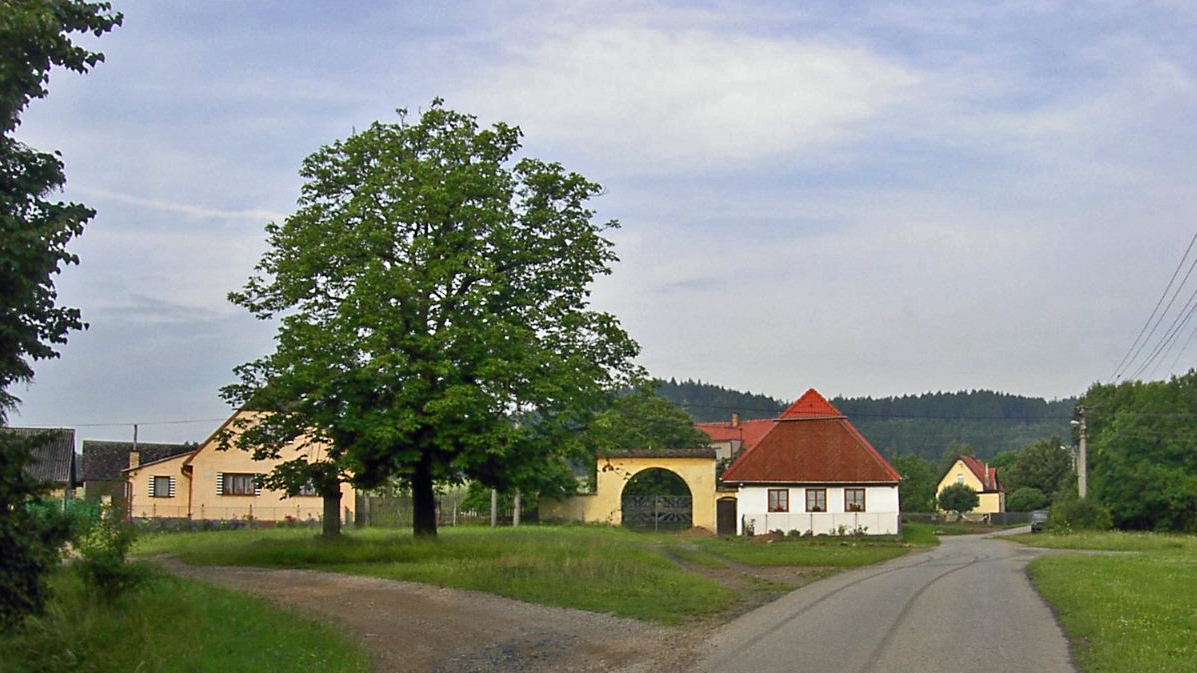
Chalupa na západní straně návsi ve Lhotě.

První písemná zmínka o vesnici pochází z roku 1352.

## Obyvatelstvo
| Rok            | 1869 | 1880 | 1890 | 1900 | 1910 | 1921 | 1930 | 1950 | 1961 | 1970 | 1980 | 1991 | 2001 | 2011 | 2021 |
| -------------- | ---- | ---- | ---- | ---- | ---- | ---- | ---- | ---- | ---- | ---- | ---- | ---- | ---- | ---- | ---- |
| Počet obyvatel | 848  | 782  | 668  | 640  | 542  | 513  | 484  | 383  | 380  | 344  | 273  | 249  | 267  | 321  | 320  |
| Počet domů     | 90   | 95   | 95   | 91   | 101  | 101  | 115  | 123  | 111  | 105  | 86   | 113  | 120  | 130  | 145  |

## Obecní správa
Mezi lety 1869–1980 Lhota pod Radčem byl obcí v okrese Hořovice (1869–1890) a později v okrese Rokycany.
Od 1. dubna 1980 do 23. listopadu 1990 patřil jako část města ke Zbirohu a od 24. listopadu 1990 je opět samostatnou obcí.

### Obecní symboly
Znak a vlajka byly obci uděleny rozhodnutím předsedy Poslanecké sněmovny Parlamentu České republiky dne 9. prosince 2015.

## Služby
Ve vlastní obci moc významných služeb nenajdeme. Školy, lékaři i policie jsou nejblíže ve Zbiroze. Jedinými službami přímo v obci je jeden hostinec a prodejna potravin. Nedaleko Lhoty funguje pila, na zdejších polích hospodaří zemědělské družstvo.

## Dopravní obslužnost
Lhotou prochází silnice II. třídy z Radnic do Kařeza. Hromadnou osobní dopravu zajišťují autobusové linky Zbiroh – Rokycany – Plzeň a Zbiroh–Rokycany.

## Sport a kultura
Již roku 1966 zde byl založen fotbalový klub, celým jménem TJ Sokol Lhota pod Radčem. Dnes lhotečtí hoši válí v rokycanské okresní soutěži. Několikrát do roka se pořádají různé sportovní a kulturní akce (máje, hasičské soutěže, fotbalové turnaje, různé taneční zábavy atd.). Stejně jako ve většině okolních vesnic, funguje ve Lhotě Sbor dobrovolných hasičů.

## Pamětihodnosti
- Kostel svatých Jakuba a Filipa
- Socha svatého Jana Nepomuckého
- Venkovské usedlosti čp. 2, 3, 30, 31, 32, 51 a 70
- špýchar s kůlnou u čp. 33